# Championnat du Maroc d'échecs
Le championnat du Maroc d'échecs est la compétition qui permet de désigner le meilleur joueur d'échecs du Maroc.      

## Vainqueurs du championnat mixte
Voici les gagnants officiels des championnats nationaux marocains des échecs de 1965 à ce jour-là.
| #  | Année | Ville       | Vainqueur             |
| -- | ----- | ----------- | --------------------- |
| 1  | 1965  | Tétouan     | Mustapha Bakkali      |
| 2  | 1966  | Tétouan     | Mustapha Bakkali      |
| 3  | 1968  | Rabat       | Ahmed Bennis          |
| 4  | 1969  | Rabat       | Mokhtar Kadiri        |
| 5  | 1970  | Rabat       | Abderrahman Nejjar    |
| 6  | 1971  | Rabat       | Mohamed Belarbi       |
| 7  | 1972  | Casablanca  | Ahmed Bennis          |
| 8  | 1973  | Rabat       | Mustapha Bakkali      |
| 9  | 1975  | Rabat       | Khalid Chorfi         |
| 10 | 1976  | Tétouan     | Khalid Chorfi         |
| 11 | 1978  | Tétouan     | Abdellah Ait Hmidou   |
| 12 | 1980  | Tétouan     | Abderrahim Ouniche    |
| 13 | 1981  | Tétouan     | Bachir Sbiaa          |
| 14 | 1982  | Casa        | Mohamed Moubarak Rian |
| 15 | 1984  | Chefchaouen | Abdellah Ait Hmidou   |
| 16 | 1985  | Marrakech   | Mohamed Moubarak Rian |
| 17 | 1986  | Casablanca  | Mohamed Arbouche      |
| 18 | 1987  | Casablanca  | Zakaria Bennis        |
| 19 | 1988  | Rabat       | Hichem Hamdouchi      |
| 20 | 1989  | Casablanca  | Hichem Hamdouchi      |
| 21 | 1990  | Casablanca  | Khalid Chorfi         |
| 22 | 1992  | El Jadida   | Hichem Hamdouchi      |
| 23 | 1993  | Casablanca  | Hichem Hamdouchi      |
| 24 | 1994  | Casablanca  | Hichem Hamdouchi      |
| 25 | 1995  | Casablanca  | Hichem Hamdouchi      |
| 26 | 1996  | Meknès      | Mohamed Tissir        |
| 27 | 1997  | Tanger      | Hichem Hamdouchi      |
| 28 | 1998  | Casablanca  | Abdelaziz Onkoud      |
| 29 | 1999  | Casablanca  | Mohamed Tissir        |
| 30 | 2000  | Casablanca  | Samir Bentafrit       |
| 31 | 2001  | Casablanca  | Hichem Hamdouchi      |
| 32 | 2002  | Casablanca  | Hichem Hamdouchi      |
| 33 | 2003  | Marrakech   | Hichem Hamdouchi      |
| 34 | 2004  | Mohammédia  | Hichem Hamdouchi      |
| 35 | 2005  | Tétouan     | Mohamed Tissir        |
| 36 | 2006  | Marrakech   | Rachid Hifad          |
| 37 | 2009  | Tanger      | Mokliss El Adnani     |
| 38 | 2013  | Casablanca  | Ali Sebbar[1]         |
| 39 | 2015  | Tétouan     | Khalid Becham[2]      |
| 40 | 2016  | Casablanca  | Mokliss El Adnani     |

## Vainqueuses du championnat féminin
| #  | Année | Championne                   |
| -- | ----- | ---------------------------- |
| 1  | 1983  | Bouchra Kadiri               |
| 2  | 1984  | Bouchra Kadiri               |
| 3  | 1985  | Jamila Chouaibi              |
| 4  | 1986  | Leila Nassimi                |
| 5  | 1989  | Fatima Achkar                |
| 6  | 1991  | Leila Nassimi                |
| 7  | 1992  | Sofia Bensouda               |
| 8  | 1993  | Leila Nassimi                |
| 9  | 1994  | Nawal EL Amri                |
| 10 | 1995  | Amina Oubaaqa                |
| 11 | 1996  | Manal El Messioui            |
| 12 | 2000  | Hind Bahji                   |
| 13 | 2001  | Hind Bahji                   |
| 14 | 2002  | Hind Bahji                   |
| 16 | 2004  | Jamila Yougane               |
| 17 | 2005  | Hind Bahji                   |
| 18 | 2006  | Laila Elamri                 |
| 19 | 2013  | Firdaous Mayar El Idrissi[1] |
| 20 | 2015  | Firdaous Mayar El Idrissi[2] |
| 21 | 2016  | Fadoua Arif[2]               |